# Because of the Times
Because of the Times – trzeci album studyjny zespołu Kings of Leon. Został wydany najpierw w Australii i Irlandii – 30 marca 2007 roku. Następnie, 2 kwietnia w Wielkiej Brytanii, a dzień później, 3 kwietnia w Stanach Zjednoczonych.

## Lista utworów
1. "Knocked Up" – 7:10
2. "Charmer" – 2:57
3. "On Call" – 3:21
4. "McFearless" – 3:09
5. "Black Thumbnail" – 3:59
6. "My Party" – 4:10
7. "True Love Way" – 4:02
8. "Ragoo" – 3:01
9. "Fans" – 3:36
10. "The Runner" – 4:16
11. "Trunk" – 3:57
12. "Camaro" – 3:06
13. "Arizona" – 4:50
14. "My Third House" – 4:03 (utwór dodatkowy)